# 16466 Піяшіріяма
16466 Піяшіріяма (16466 Piyashiriyama) — астероїд головного поясу, відкритий 29 березня 1990 року.
Тіссеранів параметр щодо Юпітера — 3,338.
Названо по імені гори Піяшірі (987 м), що знаходиться на північ від міста Найоро у Японії